# Szent Mihály és Gábriel arkangyalok fatemplom (Csömörlő)
A csömörlői Szent Mihály és Gábriel arkangyalok fatemplom műemlékké nyilvánított épület Romániában, Szilágy megyében. A romániai műemlékek jegyzékében az  SJ-II-m-A-05040 sorszámon szerepel.